# St. Rupert und Martin (Söllhuben)

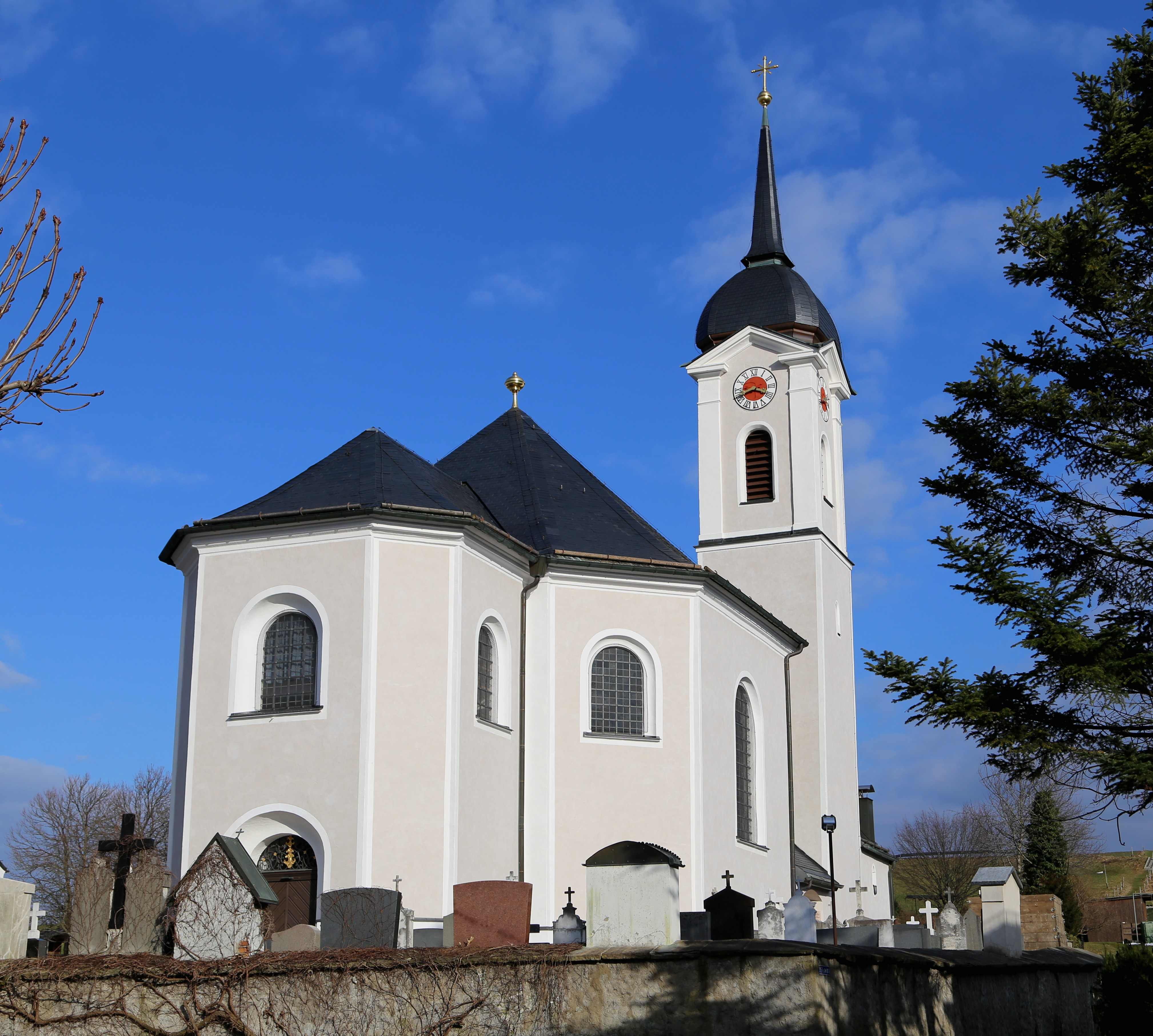
St. Rupert und Martin in Söllhuben

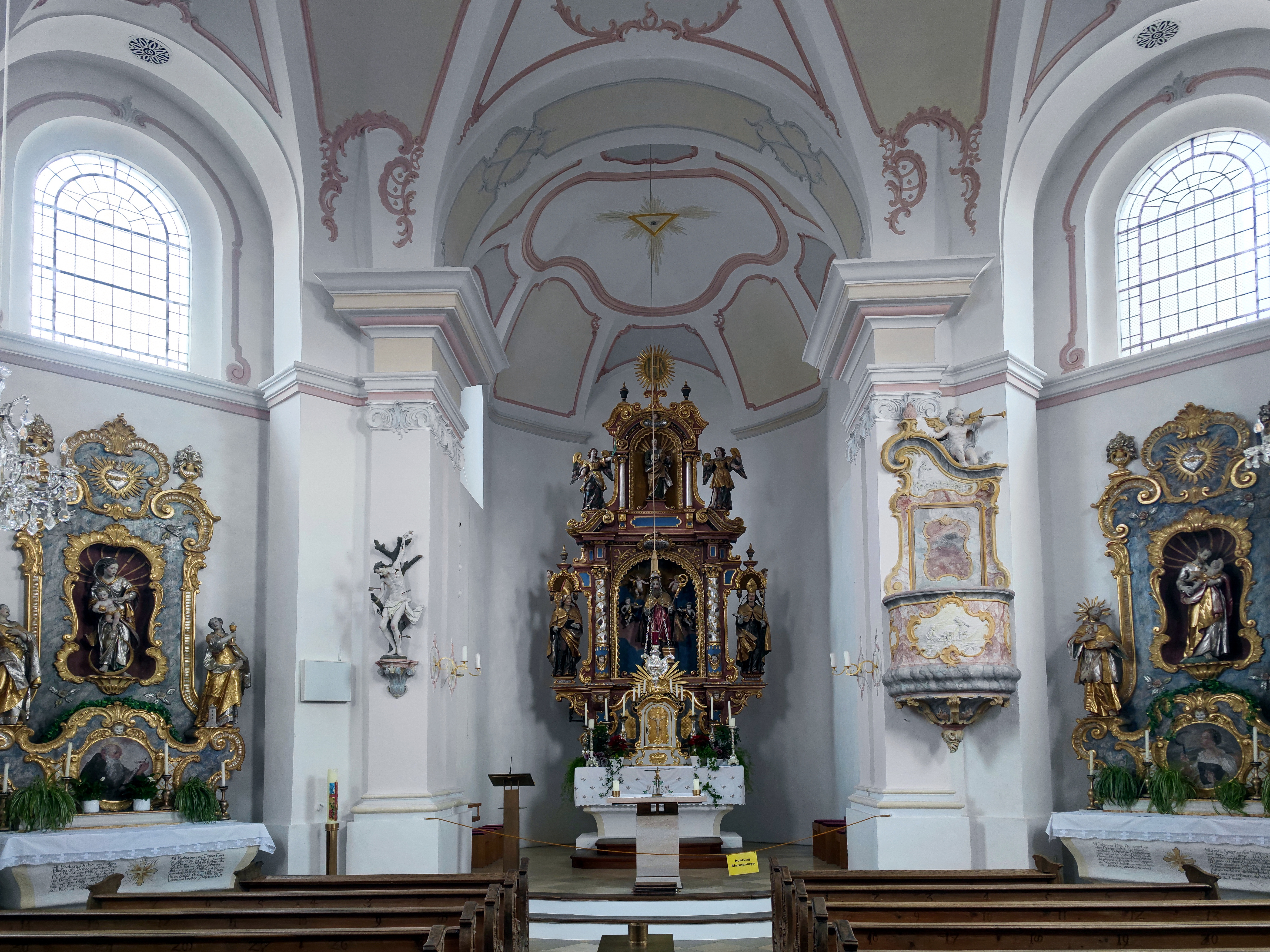
Innenraum

Die römisch-katholische Pfarrkirche St. Rupert und Martin steht in Söllhuben, einem Gemeindeteil von Riedering im oberbayerischen Landkreis Rosenheim. Sie ist in der Liste der Baudenkmäler in Riedering als Baudenkmal unter der Nr. D-1-87-167-27 eingetragen. Die Kirche gehört zum Pfarrverband Riedering im Dekanat Rosenheim des Erzbistums München und Freising.

## Beschreibung
Der achteckige, mit einem Zeltdach bedeckte barocke Zentralbau mit einem eingezogenen, dreiseitig geschlossenen Chor im Osten wurde in den Jahren 1766 bis 1769 nach Plänen von Johann Michael Fischer von Georg Steindlmüller dem Älteren errichtet. Der Chorflankenturm und die Sakristei des Vorgängerbaus an der Südwand des Chors wurden beibehalten. Im Vorbau im Westen befindet sich das Portal. Die Sakristei erhielt 1955/56 ein Obergeschoss mit einem  Oratorium.
Der Hochaltar wurde 1945 von der Streichenkirche erworben. Er wird flankiert von den Skulpturen des Martin von Tours und des Bruno von Augsburg. Im Altarretabel ist Rupert von Salzburg dargestellt. Die Orgel wurde 1856 von Max Maerz gebaut.